# Spogostylum efflatouni
Spogostylum efflatouni är en tvåvingeart som beskrevs av Paramonov 1957. Spogostylum efflatouni ingår i släktet Spogostylum och familjen svävflugor.
Artens utbredningsområde är Egypten. Inga underarter finns listade i Catalogue of Life.